# Сочі (аеропорт)
Сочінський міжнародний аеропорт або Адлерський аеропортIATA: AER, ICAO: URSS) - цивільний аеропорт розташований за 28 км від центру Сочі.
Обслуговує Сочі, Туапсе та Абхазію.
Летовище «Сочі» 1 класу, здатне з 2007 приймати всі літаки, а також гелікоптери всіх типів.
Аеропорт займає (2009) 9-те місце за пасажирообігом у Росії — 1,485 млн пасажирів

## Авіакомпанії та напрямки, лютий 2021
| Авіакомпанія          | Пункт призначення |
| --------------------- | --- |
| Aeroflot              | Красноярськ-Ємельяново, Москва-Шереметьєво Сезонний: Волгоград |
| airBaltic             | Сезонний: |
| Азимут                | Брянськ, Еліста, Калуга, Псков, Ростов-на-Дону |
| Belavia               | Мінськ |
| flydubai              | Дубай |
| IrAero                | Саратов Сезонний: Барнаул, Іркутськ, Москва-Жуковський, Омськ, Пенза |
| Izhavia               | Москва-Домодєдово Сезонні: Бєлгород, Іжевськ, Казань, Кіров, Нижньокамськ, Пенза |
| Mahan Air             | Сезонний: Тегеран-Імам Хомейні |
| NordStar              | Москва-Домодєдово Сезонні: Красноярськ-Ємельяново, Норильськ |
| Nordwind Airlines     | Магнітогорськ, Уфа Сезонний: Саратов |
| Pegas Fly             | Ростов-на-Дону, Єкатеринбург, Єреван |
| Pobeda                | Уфа Сезонні: Бєлгород, Чебоксари, Казань, Кіров, Красноярськ-Ємельяново, Магнітогорськ, Москва-Внуково, Нижньокамськ, Нижній Новгород, Новосибірськ, Перм, Самара, Тюмень, Ульяновськ-Баратаєвка, Владикавказ, Волгоград, Воронеж, Ярославль, Єкатеринбург |
| Red Wings Airlines    | Красноярськ-Ємельяново, Москва-Домодєдово, Ст Петербург Сезонний: Уфа |
| Rossiya Airlines      | Сезонний: Уфа |
| RusLine               | Сезонний: Бєлгород, Еліста, Курськ, Липецьк, Махачкала, Москва-Домодєдово, Мінеральні Води, Саранськ, Саратов, Тамбов, Ульяновськ-Баратаєвка, Воронеж |
| S7 Airlines           | Іркутськ, Москва-Домодєдово, Новосибірськ, Сезонний: Іваново, (з 30 квітня 2021), Курган (з 4 травня 2021), Липецьк (з 28 квітня 2021) |
| SCAT                  | Нур-Султан Сезонний: Актау |
| Severstal Air Company | Петрозаводськ Сезонні: Череповець, Хібіни |
| Smartavia             | Сезонні: Архангельськ, Бєлгород, Челябінськ, Іваново, Мурманськ, Нижній Новгород, Омськ, Сиктивкар, Тель-Авів, Уфа, Воронеж |
| Somon Air             | Душанбе, Худжанд |
| Sun d'Or              | Сезонний чартер: Тель-Авів |
| Turkish Airlines      | Стамбул |
| Ural Airlines         | Челябінськ, Мінеральні Води, Москва-Домодєдово, Москва-Шереметьєво, Ош, Самара, Сімферополь, Ташкент, Тель-Авів, Тбілісі, Єкатеринбург, Єреван Сезонний: Калінінград, Москва-Жуковський, Нижній Новгород                                                   |
| Utair                 | Астрахань, Краснодар, Москва-Внуково, Волгоград Сезонний: Курськ, Нижньовартовськ, Ноябрськ, Сургут, Сиктивкар, Тамбов, Тюмень |
| UVT Aero              | Бугульма, Казань, Сургут Сезонний: Уфа |
| Uzbekistan Airways    | Ташкент |
| Yakutia Airlines      | Якутськ |
| Yamal Airlines        | Сезонний:Курган, Перм, Тюмень |

## Статистика
| Рік  | Пасажирообіг | % Зміна |
| ---- | ------------ | ------- |
| 2010 | 1,920,000    | ▬       |
| 2011 | 2,086,000    | ▲ 8.6%  |
| 2012 | 2,120,400    | ▲ 1.6%  |
| 2013 | 2,427,676    | ▲ 14.5% |
| 2014 | 3,106,100    | ▲ 28%   |
| 2015 | 4,100,000    | ▲ 32%   |
| 2016 | 5,263,275    | ▲ 28%   |
| 2018 | 6,335        | ▲       |
| 2019 | 6,772        | ▲       |